# Костава Тамаз Гівійович
Тамаз Гівійович Костава (груз. თამაზ_კოსტავა, рос. Тамаз Гивиевич Костава, 29 лютого 1956, Кутаїсі, Грузинська РСР, СРСР) — радянський футболіст, захисник. Гравець збірної СРСР. Заслужений майстер спорту (1981).

## Біографія
Вихованець школи «Торпедо» (Кутаїсі) з 1971 року. У дорослій команді грав у 1973—1976 роках.
Більшу частину кар'єри, з 1977 по 1982 роки, провів у тбіліському «Динамо». Там він виграв чемпіонат СРСР (1978), Кубок СРСР (1979) і Кубок володарів кубків (1981). У списку 33 кращих футболістів сезону — № 1 (1978), № 2 (1977).
Завершував кар'єру в «Торпедо» (Кутаїсі) у 1983-84 роках. Чіпкий, технічний захисник, з хорошим позиційне чуття і умілими підключеннями до атаки.
У вищій лізі загалом провів 131 матч, забив 1 гол (з них 102 гри і 1 гол в «Динамо»).
З 1991 року працював у Федерації футболу Грузії начальником відділу з проведенню змагань.
Тренував юнацьку збірну Грузії (1993—1994, по червень), працював тренером національної збірної (1994—1996).

## Досягнення
- Чемпіон СРСР: 1978
- Володар Кубка СРСР: 1979
- Володар Кубка володарів Кубків УЄФА: 1981